# Marco Madrigal
Marco Madrigal, né le 3 août 1985 à San José, est un footballeur international costaricien, qui évolue au poste de gardien de but.

## Biographie

### Carrière en club
En 2019, il dispute avec le club de l'AD San Carlos, les quarts de finale de la Ligue de la CONCACAF.

### Carrière en sélection
Il reçoit sa première sélection en équipe du Costa Rica le 15 décembre 2015, en amical contre le Nicaragua (victoire 1-0). Toutefois, cette rencontre n'est pas reconnue par la FIFA. Il reçoit finalement sa première sélection officielle avec le Costa Rica le 2 février 2016, en amical contre le Venezuela (défaite 1-0).
En 2017 et 2018, il ne se voit plus appelé avec la sélection. Toutefois, en 2019, il est retenu par le sélectionneur Gustavo Matosas (en) afin de participer à la Gold Cup organisée conjointement par les États-Unis, le Costa Rica et la Jamaïque. Lors de cette compétition, il officie comme gardien remplaçant et ne joue aucun match. Le Costa Rica s'incline en quart de finale face au Mexique, après une séance de tirs au but.

## Palmarès
- Champion du Costa Rica en 2019 (Clausura) avec l'AD San Carlos
- Finaliste de la Coupe du Costa Rica en 2013 avec l'AD Carmelita